# The Silver Greyhound
The Silver Greyhound è un film muto del 1919 diretto da Bannister Merwin.

## Trama
Una ragazza aiuta il corriere del re a recuperare dei documenti segreti che gli sono stati sottratti dal padre di lei.

## Produzione
Il film fu prodotto dalla Harma Photoplays.

## Distribuzione
Distribuito dalla Harma Photoplays, uscì nelle sale cinematografiche britanniche nel gennaio 1919.